# Kapel van het Heilige Kruis (Galmaarden)

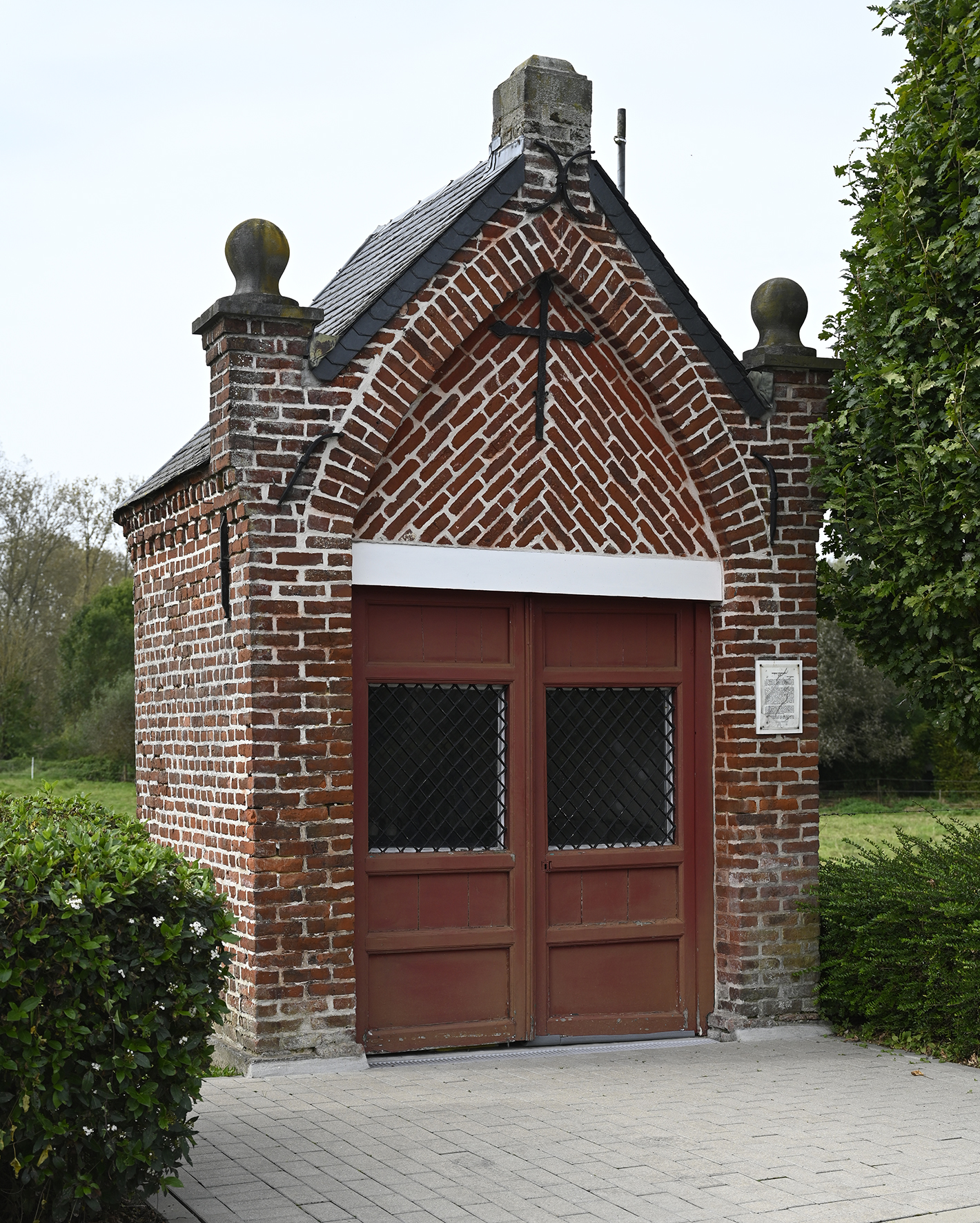
Kapel van het Heilige Kruis, Bergstraat, Galmaarden

De Kapel van het Heilige Kruis in Galmaarden is één van de (eerste) kapellen op de 'Ommegang van het Heilig Kruis van Galmaarden' en nog meerdere ommegangen en processies.
De kapel is al terug te vinden op een kaart uit 1773.
De laatste eigenaar van de kapel was de familie Olemans, die tevens de bewoners en eigenaars waren van het Baljuwhuis. In 1975 werd de kapel overgedragen aan de gemeente Galmaarden. In 2009 werd de kapel gerestaureerd en terug ingewijd door pastoor Kris Meskens in aanwezigheid van het Kapellekescomité en veel gelovigen.